# Агнешка Крищинська
Агнешка Йоанна Крищинська (нар. 19 березня 1965) — польський астроном, доктор фізичних наук, доцент Університету імені Адама Міцкевича в Познані, президент Польського астрономічного товариства (2013—2017), директор Астрономічної обсерваторії Університету Адама Міцкевича (з 2016).

## Біографія
У 1988 році закінчила факультет фізики в Університеті Адама Міцкевича в Познані. Отримала ступінь доктора філософії в Університеті Миколая Коперника в Торуні в 1998 році, захистивши дисертацію «Обертання та прецесія астероїдів та спостережувані та змодельовані криві блиску» під керівництвом професора Тадеуша Міхаловського. Габілітовалась (також в Університеті Миколая Коперника) у 2014 році, захистивши дисертацію «Спостережна перевірка впливу YORP і ефектів YORP на астероїди».
На факультеті фізики Університету Адама Міцкевича в Познані працює доцентом в Інституті астрономічної обсерваторії. Проводить заняття зі вступу в астрофізику, сучасної спостережної астрономії, астрономії та астрофізики .
Має публікації в журналах Nature, Astronomy and Astrophysics, Monthly Notices of the Royal Astronomical Society, Icarus. Вона є членом Міжнародного астрономічного союзу, Комітету астрономії Польської академії наук, а також Польського астрономічного товариства, де вона була президентом у 2013—2017 роках.
Астероїд (21776) Крищинська названий на честь науковиці за її внесок у дослідження малих тіл Сонячної системи.